# Vajots Dzor
Vajots Dzor (armenski: Վայոց Ձոր) je jedna od deset pokrajina u Armeniji. Glavni grad joj je Jehegnadžor.

## Karakteristike
Pokrajina Vajots Dzor nalazi se u istočnom dijelu Armenije, površina joj je 2.308 km² u njoj prema podacima iz 2002. godine živi 53.230 stanovnika, dok je prosječna gustoća naseljenosti 23 stanovnika na km².

## Administrativna podjela
Pokrajina je podjeljena na tri okruga i 44 općina od kojih su tri urbane a 41 ruralna.

## Granica
Vajots Dzor graniči sa sjeveru i jugu s Azerbajdžanom te armenskim pokrajinama:
- Ararat - zapad
- Gegharkunik - sjever
- Sjunik - jugoistok

## Vanjske poveznice
- Službena stranica regije  Arhivirana inačica izvorne stranice od 26. svibnja 2015. (Wayback Machine)